# Občina Črenšovci
Občina Črenšovci (slovinsky Občina Črenšovci) je jednou z 212 občin ve Slovinsku. Nachází se na severovýchodě státu v Pomurském regionu na území historického Zámuří. Občinu tvoří 6 sídel, její rozloha je 33,7 km² a k 1. ledna 2017 zde žilo 3 951 obyvatel. Správním střediskem občiny je vesnice Črenšovci.

## Členění občiny
Občina se dělí na sídla:
- Črenšovci
- Dolnja Bistrica
- Gornja Bistrica
- Srednja Bistrica
- Trnje
- Žižki